# Galway City Museum
Galway City Museum (irsk: Músaem Cathrach na Gaillimhe) er et kulturhistorisk- og kunstmuseum, der ligger i Galway, County Galway, Irland. Det blev åbnet 29. juli 2006 og ligger ved siden af Spanish Arch fra 1700-tallet.
Museet har to afdelinger; én der omhandler byens historie og én med irske kunstnere fra anden halvdel af 1900-tallet.